# Памятник казакам Тихого Дона
Памятник казакам Тихого Дона — скульптурная композиция, расположенная на 120 км трассы Р271 Миллерово — Вёшенская, вблизи хутора Кружилинского. Фигура работы скульпторов Н. В. Можаева, Э. М. Можаевой и Н. Н. Щербакова является собирательным образом донского казака. Скульптуру видно издалека, поскольку её высота вместе с курганом достигает 14 м, монумент стоит у пересечения двух дорог. Постановлением министерства культуры Ростовской области от 16 ноября 2015 года памятник включён в перечень объектов культурного наследия регионального значения.

## Описание
Памятник представляет собой шестиметровую восьмитонную конную статую донского казака из бронзы, стоящую на восьмиметровом насыпном кургане. Казак изображён в шинели и фуражке. Вся скульптурная композиция стоит на невысоком бетонном постаменте на вершине кургана. У подножья кургана находится камень с выбитой на нём надписью: «Казакам Тихого Дона» В народе монумент часто называют памятником Григорию Мелехову — главному герою романа-эпопеи «Тихий Дон» Михаила Александровича Шолохова.

## История
Проект скульптурной композиции был разработан в 1956 году в ходе подготовки к выставке, посвящённой 40-й годовщине Великой Октябрьской революции. Бронзовый макет скульптуры высотой 70 см получил название «Трубач». Позже композицию назвали «Орлёнок», затем — «В донских степях», и только в 1995 году, уже после открытия, ей было дано название «Казакам «Тихого Дона».
Макет скульптуры демонстрировался на выставках в Москве, в Брюсселе , был удостоен премии Ленинского комсомола. Его приобрело Министерство культуры УССР, и работа выставлялась в Харьковском художественном музее. В 1982 году Н. В. Можаев подарил М. А. Шолохову гипсовый макет скульптуры. В настоящее время этот подарок входит в экспозицию Государственного музея-заповедника писателя.
Скульптурой заинтересовался первый секретарь Ростовского обкома КПСС И. А. Бондаренко, он предложил отлить памятник в две натуральные величины и установить его с северной стороны при въезде в Ростов-на-Дону. Скульптура создавалась в Луганске на художественном производственном комбинате. Здесь модель была первоначально выполнена в глине, затем переведена в гипс. Отливка в бронзе производилась на Ленинградском экспериментальном заводе художественного литья «Монументскульптура» в 1991 году. Монтаж и тонировку выполнила бригада творческой художественно-производственной мастерской из Киева. Церемония открытия состоялась в мае 1994 года и была приурочена к празднованию 89-й годовщины со дня рождения М. А. Шолохова.